# Уручивање (амерички фудбал)
Уручивање (енгл. Hand-off), је део офанзивне акције у америчком фудбалу. Представља чин предавања (уручивања) лопте из руке у руку. Уручивање се најчешће одвија на почетку напада када квотербек предаје лопту ранингбеку. Уколико дође до испуштања лопте приликом предаје, то представља фамбл.